# Krokstorps naturreservat
Krokstorps naturreservat är ett naturreservat i Uppvidinge kommuner i Kronobergs län.
Området är skyddat sedan 2022 och är 24 hektar stort. Det är beläget väster om Skoghult och består av enkalkbarrskog med inslag av lövträd.